# 新倉俊一 (フランス文学者)
新倉 俊一（にいくら しゅんいち、1932年7月5日 - 2002年3月7日）は、日本のフランス文学者。位階は従四位。
中世文学専攻。東京大学名誉教授。財団法人日仏会館元常務理事。

## 生涯
横浜市出身。東京大学教養学科フランス科を経て同大学院人文科学研究科仏語仏文学修士課程、同博士課程を了えてから二度のフランス留学し、立教大学、東京大学で教鞭をとり、1980年から82年まではパリ国際大学都市日本館館長を務めた。日本フランス語フランス文学会の渉外委員長､「東京の夏」音楽祭の企画構成責任者となり、留学生試験選考委員や日仏会館理事・評議員を務めるなど、広範な仕事を精力的にこなした。
専門の中世に関する著書は『ヨーロッパ中世人の世界』（筑摩書房、1983年）、『フランス中世断章』（岩波書店、1993年、『中世を旅する』（白水社、1999年）ほかがあり、共著、翻訳も多いが、重要な共同作業の成果として『スタンダード和仏辞典』（大修館、1960年）、『事典・現代のフランス』（大修館、1977年）などの執筆・編集がある。執筆者たちの緊密な協同的営為を、稲生永は「カマラドリー」と呼んでいる（『現代文学』65号､2002年7月新倉俊一追悼号）。これらの業績に対して1985年にはフランス政府からOfficier des Palmes Académiques（教育文化功労賞）を叙勲され、また1971年度と1976年度の毎日出版文化賞、1992年度翻訳出版文化賞を受賞した。
東京大学を退職後は帝京大学文学部へ移り、国際文化学科の学科長などを務めていたが、骨髄性白血病のため2001年3月31日に帝京大学を退職し、2002年3月7日、石神井の自宅で死去した。

## 人物
「恋愛、12世紀の発明」という言葉を日本で広めた人だが、実際にはトゥルバドゥールの恋愛詩にそれほどの独自性がなかったことは、ピーター・ドロンケなどによって既に明らかにされている。ただし新倉自身はそれほど事態を単純に捉えていたわけではない。
詩人西脇順三郎の弟子で、アメリカ文学者の新倉俊一（としかず）とは年齢も近く、字面も全く同名なので、よく間違えられる。妻の新倉朗子もフランス文学者で童話民話を訳している。娘はジャポニスム・装飾美術研究者の松村恵理。その夫松村剛東大教授もフランス文学者で、夫人や新倉との共訳書がある。なお師の一人はフランス文学者渡辺一夫であった。

## 年譜
- 1957年、東京大学教養学部フランス科卒業
- 1962年、東京大学大学院人文科学研究科仏語仏文学専門課程博士課程満期退学
- 1963年、立教大学専任講師
- 1964年、パリ大学に二年間留学
- 1967年、立教大学助教授
- 1971年、パリ第3および第7大学講師（一年間）
- 1973年、立教大学教授
- 1978年、東京大学教養学部助教授
- 1987年、東京大学教養学部教授
- 1993年、定年退官　帝京大学教授（2001年まで）

学外での役職
- 1980年、パリ大学都市日本館館長（1982年まで）

受賞歴
- 1976年、堀米庸三編『西欧精神の探究』（共著）で毎日出版文化賞
- 1983年、フランス政府より教育文化功労賞（オフィシエ）を授与
- 1992年、「フランス中世文学集」の編訳で日本翻訳出版文化賞
- 2002年、叙従四位、叙勲四等授旭日小綬章

## 著書
単著
- ひとりで学ぶフランス語（三修社、1980年）
- ヨーロッパ中世人の世界（筑摩書房、1983年／ちくま学芸文庫、1998年）
- 問題本位 フランス文法（白水社、1984年）
- ジュルダン大通り7番地 パリ日本館の窓から（三修社、1986年）
- フランス中世断章　愛の誕生（岩波書店、1993年）
- 中世を旅する 奇蹟と愛と死と（白水社、1999年）

訳書・編著
- 騎士道（フィリップ・デュ・ピュイ・ド・クランシャン、川村克己共訳、白水社 文庫クセジュ、1963年）
- ジャンヌ・ダルク（アンドレ・ボシュア、白水社 文庫クセジュ、1969年）
- トゥルバドゥール（アンリ・ダウァンソン、筑摩書房〈筑摩叢書〉、1972年、復刊1985年）
- アステリックスの冒険 作ルネ・ゴッシニイ、画アルベール・ユデルゾ、双葉社、1974年。監修 渡辺一夫、松原秀一、西本晃二 と共訳
- 事典現代のフランス（大修館書店、1977年、新版1997年）、共編
- 結婚十五の歓び（岩波文庫、1979年）
- フランス中世文学集（全4巻、白水社、1990年 - 1996年）、共編訳
- 中世の遺贈 フランス中世文学への招待（アルベール・ポフィレ、筑摩書房、1994年）
- 中世フランスの騎士（ジャン・フロリ、白水社 文庫クセジュ、1998年）
- 十二世紀の女性たち（ジョルジュ・デュビー、松村剛共訳、白水社、2003年）

## 参考
1. 1 2 3  久米あつみ「追悼 新倉俊一先生」（PDF）『帝京国際文化』第16号、帝京大学文学部、2003年、93-97頁、2015年11月5日閲覧。 NAID 40005711024